# Króm(II)-klorid
A króm(II)-klorid minden olyan szervetlen vegyületet leír, amelyet magában foglal a {\displaystyle \mathrm {CrCl_{2}(H_{2}O)} _{n}} kémiai képlet. A kristályvíz nélküli változat tisztán fehér színű, azonban a kereskedelmi minták gyakran szürkék vagy zöldek. Az anyag higroszkópos, vízben könnyen elbomlik, világoskék, Cr(H2O)4Cl2 képletű tetrahidrátot képez. A króm(II)-kloridnak nincsen kereskedelmi felhasználása, de laboratóriumban használatos más krómkomplexek előállítására.

## Előállítása
CrCl2 króm(III)-klorid redukálásával hozható létre, vagy hidrogénnel 500°C-on:
2 CrCl3 + H2 → 2 CrCl2 + 2 HCl,
vagy elektrolízissel.
Kis mennyiség előállításához a CrCl3 redukálására lítium-alumínium-hidridet (LiAlH4), cinket, vagy hasonló reagenseket lehet használni:
4 CrCl3 + LiAlH4 → 4 CrCl2 + LiCl + AlCl3 + 2 H2
2 CrCl3 + Zn → 2 CrCl2 + ZnCl2.
CrCl2 nyerhető még króm(II)-acetát oldat hidrogén-kloriddal való kezelésével is:
Cr2(OAc)4  +  4 HCl → 2 CrCl2 + 4 AcOH

## Felépítése és tulajdonságai
A kristályvíz nélküli változat tisztán fehér színű, azonban a kereskedelmi minták gyakran szürkék vagy zöldek. A Pnnm tércsoportban kristályosodik, amely a rutil szerkezetének rombosan torzított változata, így a kalcium-kloriddal izostrukturális. A króm centrumok oktaéderesek, a Jahn–Teller-effektus által eltorzítva.
Hidratált változata, a CrCl2(H2O)4, monoklin kristályt alkot a P21/c tércsoportban. A molekuláris geometriája megközelítőleg sík négyzet, 207,8 pm Cr−O és 275,8 pm Cr−Cl távolságokkal.

## Reakciók
A Cr3+ + e− ⇄ Cr2+ félreakció potenciálja −0,41 V.

### Szerves kémiában
A króm(II)-klorid szerves és szervetlen krómkomplexek kiindulási vegyülete. Az alkil-halogenideket és nitrocsoportot tartalmazó aromás vegyületeket a CrCl2 redukálja. A króm közepes mértékű elektronegativitása és a CrCl2 által megköthető vegyületek mennyisége elég változatossá teszi a krómorganikus reagenseket. 

## Fordítás
Ez a szócikk részben vagy egészben  a   Chromium(II) chloride című angol Wikipédia-szócikk ezen változatának fordításán alapul.  Az eredeti cikk szerkesztőit annak laptörténete sorolja fel. Ez a jelzés csupán a megfogalmazás eredetét és a szerzői jogokat jelzi, nem szolgál a cikkben szereplő információk forrásmegjelöléseként.